# Lubuntu
 (août 2023).
Lubuntu est un projet de distribution GNU/Linux visant à produire une version dérivée d'Ubuntu, plus légère, plus économe en ressources matérielles, et moins consommatrice en énergie. Pour y parvenir, Lubuntu utilise l'environnement de bureau LXQt. Avant la version 18.10, Lubuntu embarquait l'environnement de bureau LXDE.

## Description
Initialement cette distribution existait principalement sous la forme du métapaquet lubuntu-desktop utilisable depuis une distribution Ubuntu (ou dérivée). À partir de la version 10.04 (2010), une image ISO du live CD installable est disponible au téléchargement comme pour Ubuntu.
Le 11 mai 2011, l'annonce de l'intégration de Lubuntu dans l'écosystème Ubuntu est faite lors d'une session de l'UDS. Cette intégration est devenue effective dès la sortie de la version 11.10 (2011).

## Exigences du système
Légères en comparaison avec la plupart des autres systèmes d'exploitation qui lui sont contemporains, les exigences de Lubuntu en matière de matériel augmentent au fur et à mesure de l'amélioration générale du parc informatique.
En 2011, Lubuntu 11.10 nécessitait au minimum d'avoir 128 Mo de mémoire vive ainsi qu'un processeur de type Pentium II. Néanmoins, il était recommandé de disposer de 384 Mo de mémoire vive jusqu'à la version 12.04 LTS (Precise Pengolin) et de 512 Mo pour les suivantes, ainsi que d'un processeur cadencé à 500 MHz au minimum, voire 800 MHz. Le système requérait 5 Go d'espace disque environ, voire moins de 4 Go avec l'installation minimale.
En 2018, la version 18.04 de Lubuntu, requiert quant à elle 1 Go de mémoire vive au minimum (2 Go pour des performances optimales, notamment pour la navigation web) et un processeur de type Pentium 4, Pentium M, AMD K8, ou supérieur.
L'année 2020 marque le passage à l'environnement de bureau LXQt dans la version 20.04 LTS de Lubuntu. Plus consommateur en ressource que LXDE, il implique que des systèmes d'ancienne génération ne seront plus à même de faire fonctionner la distribution. L'équipe de développement n'a pas encore communiqué de configuration minimale pour la version 20.04.
L'installation par le Live CD (graphique) exige 700 Mo de mémoire vive au minimum ; il est donc nécessaire, sur des machines disposant de moins de 700 Mo, d'effectuer l'installation de Lubuntu au moyen d'un Alternate CD (semi-graphique) ou d'effectuer une installation minimale.
À titre de comparaison, voici les exigences minimales de Windows, et des principales variantes d'Ubuntu :
| OS                                  | Version                  | Processeur                 | Mémoire vive minimale / recommandée | Espace disque |
| ----------------------------------- | ------------------------ | -------------------------- | ----------------------------------- | ------------- |
| Windows,                            | 11                       | 1 GHz (64 bits uniquement) | 4 Go                                | 64 Go         |
| Windows,                            | 10                       | 1 GHz                      | 1 Go                                | 16 Go         |
| Windows,                            | 7                        | 1 GHz                      | 1 Go                                | 16 Go         |
| Windows,                            | XP                       | 233 MHz                    | 64 Mo / 128 Mo                      | 1,5 Go        |
| Ubuntu                              | 16.04 LTS (Xenial Xerus) | 1 GHz                      | 1 Go / 2 Go                         | 5 Go          |
| Ubuntu GNOME                        | 16.04 LTS (Xenial Xerus) | 1 GHz                      | 1,5 Go                              | 10 Go         |
| Xubuntu                             | 17.04 (Zesty Zapus)      | -                          | 512 Mo / 1 Go                       | 7,5 Go        |
| Lubuntu, (Installation via Live CD) | 17.04 (Zesty Zapus)      | 800 MHz                    | 700 Mo / 1 Go                       | 5 Go          |
| Lubuntu, (Installation spécifique)  | 16.04 LTS (Xenial Xerus) | 266 MHz                    | 128 Mo / 256 Mo                     | moins de 4 Go |

Au fur et à mesure des versions, Ubuntu et toutes ses variantes ont des exigences système de plus en plus élevées, les rendant inopérantes sur les machines les plus anciennes. Il existe pour ces dernières des distributions plus légères que Lubuntu, les mini-distributions Linux.

## Logiciels installés par défaut[22]
| Catégorie   | Fonction                  | Logiciel                            |
| ----------- | ------------------------- | ----------------------------------- |
| Accessoires | Calculatrice              | KCalc                               |
| Accessoires | Éditeur de texte          | FeatherPad (en)                     |
| Accessoires | Gestionnaire d'archives   | Ark                                 |
| Accessoires | Graveur de CD             | K3b                                 |
| Accessoires | Lecteur de PDF            | qpdfview                            |
| Accessoires | Terminal                  | QTerminal                           |
| Accessoires | Visionneuse d'images      | LXImage-Qt (en)                     |
| Bureautique | Tableur                   | LibreOffice Calc                    |
| Bureautique | Traitement de texte       | LibreOffice Writer                  |
| Internet    | Client de messagerie      | Trojitá (en)                        |
| Internet    | Client BitTorrent         | Transmission                        |
| Internet    | Navigateur web            | Firefox                             |
| Multimédia  | Lecteur audio             | VLC                                 |
| Système     | Gestionnaire de connexion | Simple Desktop Display Manager (en) |
| Système     | Gestionnaire de fenêtres  | Openbox                             |
| Système     | Gestionnaire de fichiers  | PCMan File Manager                  |

## Distributions dérivées
Voici quelques-unes des distributions notables, dérivées de Lubuntu :
- Emmabuntüs ;
- Trisquel Mini.